# Jamri
Jamri fou un estat tributari protegit del tipus zamindari al districte de Bhandara a les Províncies Centrals. El formaven quatre pobles amb una superfície de 39 km² però molt poca part cultivada. El sobirà era un gond i el seu principal ingrés era la venda de fusta. La població el 1881 era de 571 habitants.